# Mrowisko (album)
Mrowisko – debiutancka płyta długogrająca zespołu Klan, uważana za jedną z najważniejszych w historii polskiego rocka.
Została wydana w 1971 roku przez Polskie Nagrania „Muza”. Zawiera materiał ze spektaklu baletowego Mrowisko, stworzonego przez zespół w 1970 roku (spektakl trwał około 80 minut, ale na potrzeby albumu jego zapis został skrócony o połowę). Na albumie słychać inspiracje rockiem psychodelicznym spod znaku Vanilla Fudge („Mrowisko”, „Taniec myśli”), latynoskim rockiem zespołu Santana („Kuszenie”, „Epidemia euforii”) czy wczesnym Jethro Tull („Taniec głodnego”).
Album był kilkakrotnie wznawiany na CD, najczęściej wraz z zawartością EP-ki zespołu z 1970 roku. Ostatnia reedycja pochodzi z 2019 roku i została wydana przez Gad Records.

## Lista utworów
| 1.  | „Sen”                  | 3:17  |
|     |                        |       |
| 2.  | „Kuszenie”             | 3:29  |
|     |                        |       |
| 3.  | „Nerwy miast”          | 3:31  |
|     |                        |       |
| 4.  | „Senne wędrówki”       | 3:52  |
|     |                        |       |
| 5.  | „Taniec wariatki”      | 2:02  |
|     |                        |       |
| 6.  | „Taniec czterech”      | 1:37  |
|     |                        |       |
| 7.  | „Na przekór”           | 2:16  |
|     |                        |       |
| 8.  | „Nasze myśli”          | 5:10  |
|     |                        |       |
| 9.  | „Mrowisko”             | 4:15  |
|     |                        |       |
| 10. | „Pejzaż z pustych ram” | 4:31  |
|     |                        |       |
| 11. | „Taniec głodnego”      | 2:24  |
|     |                        |       |
| 12. | „Epidemia euforii”     | 3:46  |
|     |                        |       |
| 13. | „Sen”                  | 1:49  |
|     |                        |       |
|     |                        | 41:59 |
|     |                        |       |
autor słów: Marek Skolarski

kompozytor: Marek Ałaszewski

## Twórcy
- Marek Ałaszewski – śpiew, gitara, projekt graficzny
- Roman Pawelski – gitara basowa
- Maciej Głuszkiewicz – instrumenty klawiszowe
- Andrzej Poniatowski – perkusja

oraz
- Janusz Urbański – reżyser nagrania
- Krystyna Urbańska – operator dźwięku
- Jerzy Czarkwiani – akustyk zespołu

## Wydania
1. LP XL/SXL 0756 Polskie Nagrania „Muza”, 1971
2. reedycja LP SX 2529 Polskie Nagrania Muza, 1987 (Z Archiwum Polskiego Beatu Vol. 21)
3. DIG 103 Digiton, 1991
4. PNCD 981 Polskie Nagrania Muza – Yesterday, 2005
5. MMP CD 0637 DGD Metal Mind Productions, 2008
6. SXL 0756 Polskie Nagrania Muza, 2008
7. PNCD 1558 Polskie Nagrania Muza, 2014
8. GAD CD 097 Gad Records, 2019